# Stegolepis angustata
Stegolepis angustata är en gräsväxtart som beskrevs av Henry Allan Gleason. Stegolepis angustata ingår i släktet Stegolepis och familjen Rapateaceae. Inga underarter finns listade i Catalogue of Life.